# 皇甫官
皇甫 官（ファンボ・グァン、朝鮮語: 황보관、ラテン翻字: HWANGBO Kwan、1965年3月1日 - ）は、大韓民国・大邱出身の元サッカー選手、サッカー指導者。日本国内においては「ファンボ・カン」の表記が用いられている。

## 経歴
ソウル体育高等学校 (서울체육고등학교) 出身。1988年にソウル大学校を卒業後、韓国・油公エレファントに入団し、1995年までプレーした。1989年から1993年まで韓国代表に選出され、1990 FIFAワールドカップで得点を決めた。
油公退団後、1995年に大分FC（現・大分トリニータ）に入団し、1997年に引退するまでの2年間で、54試合に出場し27得点を挙げた。1998年からマンチェスター・ユナイテッドFC（イングランド）などでコーチ留学。1999年より大分のコーチ、1999年3月よりワールドユースU-20韓国代表のコーチ、2000年から2003年までは大分U-18監督、2004年に大分のヘッドコーチを歴任。
2005年、大分の監督に就任。ジャパンフットボールリーグ（JFL）時代から大分に貢献してきた存在であり、J1昇格後2年間で14位、13位のチームの浮上に期待が集まった。開幕後の5試合は1勝4敗で最下位スタートだったが、その後6試合は4勝1敗1分けと上々の成績で、11節終了時点で8位まで浮上。しかし、その後全く勝てなくなり、リーグ戦・ナビスコカップ合わせて12試合連続で勝利できず、J2降格の危機に陥ったことから8月28日に辞任した。
トップチームの監督としては結果が出せなかったが、関係者からはユースレベルで見せた育成手腕は高く評価されており、2006年より株式会社大分フットボールクラブ（大分FC）の育成部長に就任。2009年4月より大分FCの取締役副社長に就任した。また、2008年からは大分県の日本文理大学サッカー部のテクニカルディレクターも兼任。
2009年11月、経営危機に陥った責任を取って、当時大分FCの社長であった溝畑宏の辞任に伴い大分FCの副社長を辞任した。
その1ヵ月後、再び大分の監督に就任した。この人事について、当時大分の経営企画部長が、経費の削減を主目的としたものであると記者会見で明言している。シーズン当初は勝利試合もあったものの、その後成績は低迷し、シーズン終了時には15位の成績であった。シーズン終了後に監督を退任した 。
2011年より、韓国・FCソウルの監督に就任したが、同年4月26日に辞任した。また同年5月より大韓サッカー協会の技術教育局長を、11月より同協会技術委員長を務めた。

## エピソード
2008年3月25日発売のビジネスジャンプ増刊「BJ魂（ビージャンこん）」（同年5月1日号）掲載の「大分トリニータ物語・ゼロからのスタート」（原作・木村元彦／作画・宮城シンジ）が、大分トリニティの設立に奔走した元自治省官僚の溝畑宏と皇甫の交流を描いている。
これによると、皇甫は油公退団後にメジャーリーグサッカーへの移籍を考えていたようだが、1990 FIFAワールドカップでの活躍を覚えていた溝畑に熱心に口説かれ、その熱意に押されて周囲の反対にも関わらず、創設まもない大分FCに加入したとされている。皇甫が育てた選手としてGKの西川周作が取り上げられた。皇甫らのインタビューも掲載された。

## 選手歴
- ソウル体育高等学校 (서울체육고등학교)
- 1983- 1987年 ソウル大学[1]
- 1988年 - 1995年 油公エレファント [1]
- 1995年12月 - 1997年 大分FC[1]

## 代表歴

### 試合数
- 国際Aマッチ 36試合 10得点（1988年-1993年）[8]

| 韓国代表 | 国際Aマッチ | 国際Aマッチ |
| 年       | 出場        | 得点        |
| -------- | ----------- | ----------- |
| 1988     | 1           | 0           |
| 1989     | 13          | 5           |
| 1990     | 13          | 4           |
| 1991     | 0           | 0           |
| 1992     | 1           | 0           |
| 1993     | 8           | 1           |
| 通算     | 36          | 10          |

## 指導歴
- 1999年-2010年：大分トリニータ
  - 1999年：コーチ [1]
  - 2000年 - 2003年：U-18監督[1]
  - 2004年：ヘッドコーチ[1]
  - 2005年：監督[1]
  - 2006年 - 2009年3月：育成部長
  - 2009年4月 - 12月：大分FC副社長
  - 2010年：監督[1]
- 2008年 - 2009年：日本文理大学サッカー部テクニカルディレクター（兼任）
- 2011年：FCソウル監督